# Nana Alexandria
Nana Alexandria (georgiană ნანა გიორგის ასული ალექსანდრია, Nana Giorgis asuli Aleksandria) (n. 13 octombrie 1949, Poti, Republica Sovietică Socialistă Georgiană) este o jucătoare de șah de origine georgiană, cu titlul de Woman Grandmaster în 1976 și International Arbiter în 1995. A fost câștigătoarea a două meciuri în Campionatul Mondial de Șah Feminin. Este mama politicianului georgian Giga Bokeria.
Alexandria a obținut titlul de Woman International Master (WIM) în 1966 și titlul Woman Grandmaster (WGM) în 1976, a câștigat competiția Campionatului Feminin din Uniunea Republicilor Sovietice Socialiste (URSS) în 1966, 1968 (la dublu) și 1969. Alexandria a câștigat Campionatul Mondial de Șah Feminin în 1975 și 1981. În 1975 a pierdut în favoarea lui Nona Gaprindashvili (+3 =1 -8). În 1981, a câștigat alături de Maia Chiburdanidze (+4 =8 -4), alături de Chiburdanidze păstrându-și titlul de campioană. Alexandria a reprezentat Uniunea Sovietică la Olimpiadele de Șah din 1969, 1974, 1978, 1980, 1982 și 1986. A fost una dintre jucătorii cu cele mai bune rezultate a echipei care reprezenta URSS și care a dominat Olimpiadele la feminin din anii 1980.
Cel mai bun scor Elo a fost 2415 în 1988.
Alexandria este administrator la FIDE. A fost președinte al Comisiei Feminine a FIDE din 1986 până în 2001.